# Lincoln's Inn Fields
Lincoln's Inn Fields è la più grande piazza pubblica di Londra. Si dice che abbia ispirato la progettazione di Central Park a New York. Venne parzialmente progettata da Inigo Jones verso i primi anni del XVII secolo ed aperta al pubblico nel 1895 dopo la sua acquisizione da parte del London County Council. Oggi è amministrata dal London Borough of Camden, di cui costituisce la propaggine meridionale, al confine con la City of Westminster.
Il suo nome deriva dalla vicina Lincoln's Inn, ma non deve essere confusa con i giardini privati di Lincoln's Inn. Lincoln's Inn è separato da Lincoln's Inn Fields da un muro perimetrale con una grande porta.